# Plancherine
Plancherine ist eine französische Gemeinde mit 462 Einwohnern (Stand: 1. Januar 2022) im Département Savoie in der Region Auvergne-Rhône-Alpes (vor 2016 Rhône-Alpes). Plancherine gehört zum Kanton Albertville-2 (bis 2015 Kanton Grésy-sur-Isère) im Arrondissement Albertville und ist Mitglied im Gemeindeverband Communauté d’agglomération Arlysère.

## Geografie
Plancherine liegt etwa 33 Kilometer ostnordöstlich von Chambéry und etwa fünf Kilometer westsüdwestlich von Albertville. Umgeben wird Plancherine von den Nachbargemeinden Seythenex im Norden, Mercury im Osten, Verrens-Arvey im Süden und Westen sowie Jarsy im Westen. Die Gemeinde liegt innerhalb des Regionalen Naturparks Massif des Bauges.

## Bevölkerungsentwicklung
| Jahr                       | 1954 | 1962 | 1968 | 1975 | 1982 | 1990 | 1999 | 2006 | 2017 |
| -------------------------- | ---- | ---- | ---- | ---- | ---- | ---- | ---- | ---- | ---- |
| Einwohner                  | 157  | 187  | 221  | 150  | 207  | 231  | 297  | 359  | 439  |
| Quellen: Cassini und INSEE |      |      |      |      |      |      |      |      |      |

## Sehenswürdigkeiten

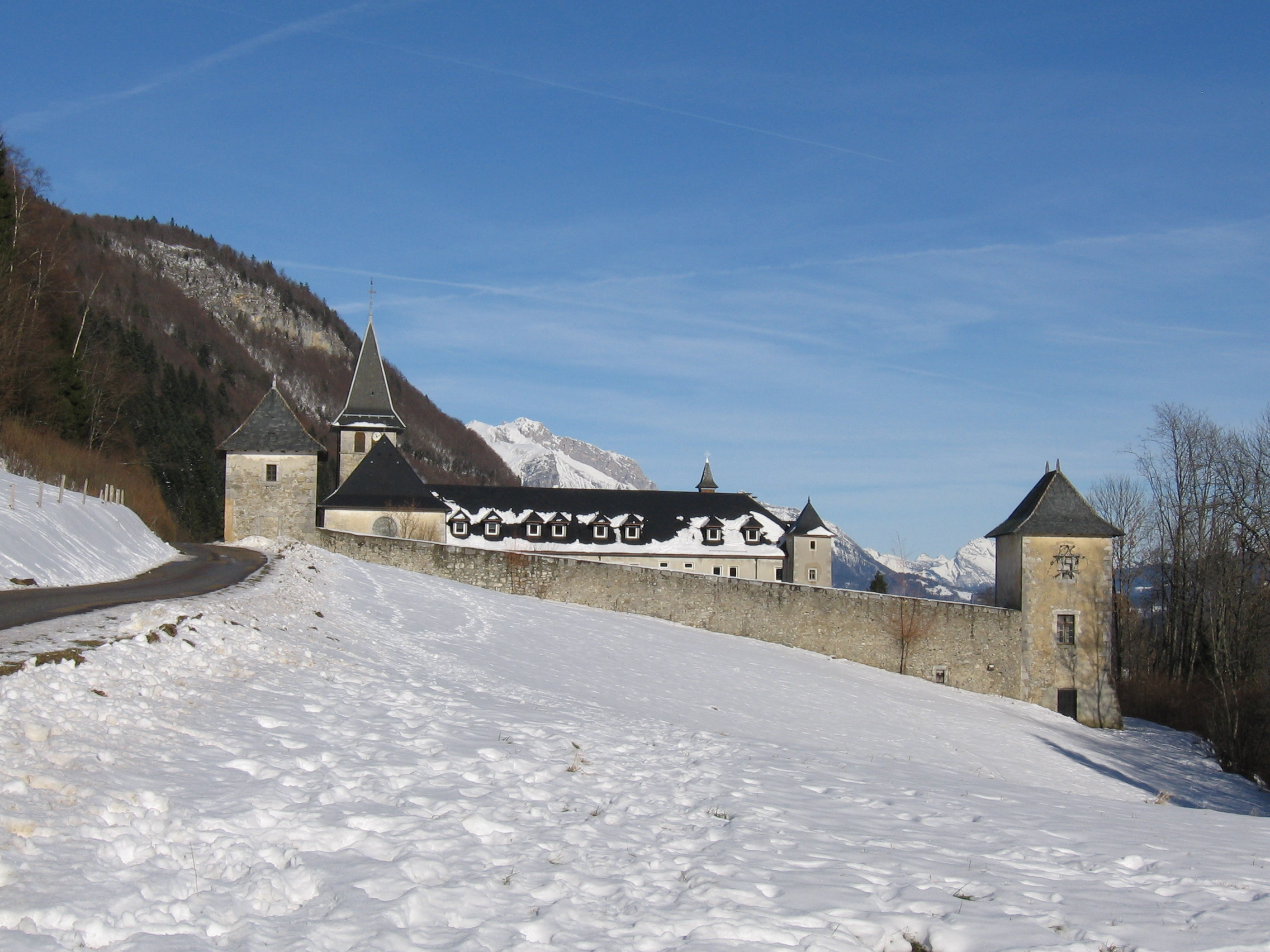
Kloster von Tamié

- Zisterzienserkloster Notre-Dame von Tamié, 1132 gegründet, 1792 aufgelöst, 1861 neubegründet
- Turm Gaillarde aus dem 14. Jahrhundert